# Картледж, Брайан
Брайан Джордж Картледж (англ. Bryan George Cartledge, (род. 10 июня 1931 года) — британский дипломат.
Учился в колледжах Hurstpierpoint и Св. Иоанна Кембриджского университета. В Кембридже получил две первоклассных степени — по истории и квалификации по русскому языку. Затем занимался исследованием аспектов Русской революции в Оксфорде и Гуверовском ин-те Стэнфорда. Был привлёчен к работе над мемуарами Энтони Идена.
В МИД Великобритании работал с 1959 года. Находился на дипломатической работе в Швеции (1961—1963), СССР (1963—1966) и Иране (1968—1971).
В 1972—1975 годах — заведующий политическим отделом посольства Великобритании в Москве. В 1975—1977 годах — глава департамента стран Восточной Европы и СССР Форин-офис.
В 1977—1979 годах — личный секретарь по внешнеполитическим вопросам премьер-министра Великобритании Джеймса Каллагана и Маргарет Тэтчер.
В 1980—1982 годах — посол в Венгрии. В 1982—1984 годах — помощник постоянного заместителя министра иностранных дел и по делам Содружества. В 1984—1985 годах — заместитель секретаря кабинета министров Великобритании.
В 1985—1988 годах посол Великобритании в СССР.
При оставлении поста посла в августе 1988 года в своём последнем отчёте-прогнозе в Форин-офис не предвидел коренных изменений в СССР в ближайшие десятилетия.
В 1988—1996 годах ректор оксфордского Linacre-колледжа. В связи с избранием оставил дипслужбу.
C 1996 года на пенсии.
В 2004 году в ряду других бывших британских послов выступил с открытой критикой позиции Тони Блэра по арабо-израильскому конфликту и военному присутствию в Ираке.
В 2019 году подписал «Открытое письмо против политических репрессий в России».
Рыцарь-командор ордена Святого Михаила и Святого Георгия.
Был женат дважды, с 1960 года - на Ruth Hylton Gass (брак распался в 1994 году), и с 1994 года - на нейропсихологе Freda Gladys Newcombe (ум. 2001).
От первого брака имеет сына и дочь.